# Eberhard Spiess
Eberhard Spiess (manchmal auch Spieß, * 4. November 1925 in Berlin; † 24. Februar 2007 in Wiesbaden) war ein deutscher Filmhistoriker. Er war langjähriger stellvertretender Leiter des Deutschen Instituts für Filmkunde (DIF).

## Leben
Eberhard Spiess besuchte das Zehlendorfer Gymnasium in Berlin, bis er 1943 zur Wehrmacht eingezogen wurde. Nach Ende des Zweiten Weltkriegs war er von 1945 bis 1949 in britischer Gefangenschaft in Ägypten. Nach seiner Entlassung arbeitete er bis 1952 bei einer Film-Werbefirma in Mainz. Von dort knüpfte er Kontakte in die Nachbarstadt Wiesbaden zum Deutschen Institut für Filmkunde, in das er 1956 als Mitarbeiter eintrat. Ab 1960 war er dessen stellvertretender Direktor, eine Funktion, die er auch nach dem Umzug des DIF nach Frankfurt am Main innehatte. 
Während der 1950er-Jahre führten Spiess und der DIF-Gründer Hanns Wilhelm Lavies einen umfangreichen Briefwechsel mit Künstlern, die im „Dritten Reich“ emigriert waren, aber auch mit ehemaligen NS-Filmschaffenden (vgl. auch Deutsche Filmgeschichte). Die daraus entstandene Autographen-Sammlung besitzt einen hohen Wert für die filmhistorische Forschung. Spiess veröffentlichte seine Forschungsergebnisse in verschiedenen Fachzeitschriften, sie flossen aber auch in den Deutschen Spielfilm-Almanach ein. Zudem wirkte er als Mitarbeiter des bekannten Fischer Film-Almanachs mit. Eigenständige Veröffentlichungen verfasste er über den Drehbuchautor Carl Mayer und die populären Schauspieler Hans Albers und Heinz Rühmann. Eines seiner Spezialgebiete war der italienische Stummfilm der 1920er-Jahre.
Später konzentrierte sich Spiess auf Herausgebertätigkeiten. So koordinierte er etwa die Zusammenstellung zweier Bände – Deutschland und Italien – des mehrteiligen umfassenden Standardwerkes International Directory of Cinematographers, Set- and Costume Designers in Film.
Eberhard Spiess verstarb am 24. Februar 2007 im Alter von 81 Jahren nach kurzer schwerer Krankheit in Wiesbaden.

## Schriften
- Hans Albers. Eine Filmographie, Frankfurt am Main 1977
- Carl Mayer. Ein Filmautor zwischen Expressionismus und Idylle, Frankfurt am Main, um 1979
- als Mitverfasser: Deutscher Spielfilm-Almanach. Band 2: 1946 – 1955. Ein Führer durch die deutschsprachige Filmproduktion der ersten zehn Nachkriegsjahre in der Bundesrepublik Deutschland, der Deutschen Demokratischen Republik, Österreichs und der Schweiz, München 1981, ISBN 3-921612-01-2
- zusammen mit Gregor Ball: Heinz Rühmann und seine Filme. Citadel-Filmbücher. München 1982, ISBN 3-442-10213-8
- als Herausgeber: International Directory of Cinematographers, Set- and Costume Designers in Film. Vol. 4: Germany (From the Beginnings to 1945), München 1984, ISBN 3-598-21434-0
- als Herausgeber: International Directory of Cinematographers, Set- and Costume Designers in Film. Vol. 7.: Italy (From the Beginnings to 1986), München 1988, ISBN 3-598-21437-5
- als Herausgeber: „Wenn ihr Affen nur öfter schreiben wolltet!“. Briefwechsel zwischen Friedrich Wilhelm Murnau und Lothar Müthel, 1915–1917. Schriften der Friedrich-Wilhelm-Murnau-Gesellschaft e. V. (Band 1), Bielefeld 1991, ISBN 3-921680-94-8